# Ruds Vedby
Ruds Vedby er en mindre by på det nordlige Sydvestsjælland med 1.694 indbyggere  (2024) i Ruds Vedby Sogn. Byen ligger i Sorø Kommune og tilhører Region Sjælland. Den er stationsby på Høng-Tølløse Banen ca. 18 km nord for Slagelse, 8 km vest for Dianalund og 20 km nordvest for Sorø.
Ruds Vedby har sit navn efter herregården Vedbygaard. Ruds Vedby Kirke hørte indtil 1966 til herregården. Ruds Vedby Idrætsforening er over 100 år gammel.
Indtil 2007 lå byen i Dianalund Kommune.

## Historie
Ruds Vedby var en landsby, der opstod omkring Vedbygård. Gården ejedes af Hvide-slægten og kaldtes Stigs Vedby. Gården overtoges af Rud-slægten og kom derfor til at hedder Ruds Vedby. I 1300-tallet opholdt Margrethe I sig på Vedbygård, og i 1307 nævnes byen for første gang som "Stigs Vedby".
I 1682 bestod landsbyen af 32 gårde, et hus med jord og 19 huse uden jord. Det samlede dyrkede areal udgjorde 600,3 tønder land skyldsat til 123,30 tønder hartkorn. Dyrkningsformen var trevangsbrug med rotationen 2/1.
Omkring 1870 blev byen beskrevet: "Vedby eller Ruds-Vedby, beliggende omtrent hvor Nykjøbing-Slagelse og Kallundborg-Sorø Veien skjære hinanden, med Kirken, Hospital, Skole, og en Pogeskole, Jernstøberi og Vognfabrik, Kro med Bryggeri, Kjøbmandshandel, Bageri".
Omkring 1900 blev byen beskrevet: "Vedby (eller Ruds-Vedby), beliggende omtr. hvor Landevejene skære hinanden, med Kirke, Skole, Forskole, Privatskole, Missionshus (opr. 1891), Hospital (oprettet fra Vedbygaard, sidste Halvdel af 18. Aarh., ombygget og udvidet 1863 af Godsejer Lund; med Fribolig for 4 fattige af Vedbygaards Gods), Sparekasse (opr. 14/8 1868; Sparernes saml. Tilgodehavende var 31/3 1895 12,518 Kr., Rentefoden 4 pCt., Reservefonden 1176 Kr., Antal af Konti 70) og Filial af Holb. Amts økon. Selskabs Sparekasse, Valgsted for Holbæk Amts 3. Folketingskr., Sessionssted for 2. Udskrivningskr.’ 43. og 338–51. Lægd, Sæde for Branddirektoratet for Løve Herred, Lægebolig, Markedsplads (Markeder 1. Tirsdag i Apr. og Okt.), Postkontor (nyt Posthus opf. 1896), Telegrafstation og Telefoncentralstation for Løve Herred, 3 Købmandshandeler, Bageri, Kro, Mølle og mange næringsdrivende; Mindestøtte for Fred. VII (rejst 1870), modelleret af Th. Stein."
I december 1901 begyndte den regulære togdrift på Høng-Tølløse Jernbanen, hvoraf Ruds Vedby Station gennem adskillige årtier udgjorde banens vigtigste station.
Byens postnummerområde indbefatter foruden selve Ruds Vedby by og sogn også områder i nabosognene såvel nord som syd for Ruds Vedby.

## Byens omgivelser
Rundt om Ruds Vedby findes adskillige grave og dysser fra stenalderen, men også mindesmærker fra andre tidsperioder.
Ved Møllebakke i den nordlige udkant af byen på hjørnet af Reerslevvej og Sølvbjerg er der indrettet hundeskov.

## Ruds Vedby Borgspil
Ruds Vedby er hjemsted for amatørteateret Ruds Vedby Borgspil, som siden 1988 har opført stykker med udgangspunkt i lokalhistoriske begivenheder og sagn.